# Sišćani
Sišćani es una localidad de Croacia en la ciudad de Čazma, condado de Bjelovar-Bilogora.

## Geografía
Se encuentra a una altitud de 124 m s. n. m. a 68 km de la capital nacional, Zagreb.

## Demografía
En el censo 2011, el total de población de la localidad fue de 309 habitantes.
| Gráfica de población de Sišćani 1857-2011                           |
|                                                                     |
| Según los censos de población de la oficina estadística de Croacia. |